# Приход Террафилов
«Приход Террафилов или Пираты Второго Эфира» — роман британского писателя-фантаста Майкла Муркока в сеттинге культового британского телесериала «Доктор Кто».

## Сюжет
Для того, чтобы предотвратить надвигающийся крах Мультиверса из-за загадочных «тёмных течений», Доктор и Эми присоединяются к Террафилам — группе людей в далёком будущем, одержимых идеей воссоздания старой Земли и её традиций. Доктор и его новые друзья принимают участие в большом спортивном турнире в звёздной системе Миггея, которая находится на границе реальностей. Приз турнира — древний артефакт, называемый Стрела Закона, за которой охотится со своей бандой космических пиратов старый враг Доктора капитан Корнелиус.

## Производство
Муркок заявил, что он создал книгу, потому что чувствовал, что насладится самим процессом написания оригинального приключения; ему нравится главный герой своей иррациональностью и неоднозначностью. Однако Муркок беспокоился о том, что скажут о его работе хардкорные фанаты.
28 октября 2010 года в свет вышла аудиоверсия книги, озвученная актёром Клайвом Мэнтлом.

## Отзывы
Отзывы были в целом положительные; критики назвали книгу «безумной стилизацией Вудхауза… Прошли годы с тех пор как Кто-ассортимент вытеснил что-либо такое же умное и привлекательное, как он сам». В нескольких отзывах было отмечено, что книга является симбиозом Муркока и «Доктора Кто», вобрав в себя английский менталитет Доктора и излюбленную тему Порядка и Хаоса Муркока и появление повторяющегося персонажа Муркока Джерри Корнелиуса. Влияние Вудхауза, Блейка и Адамса неоспоримо. Хотя характеристика Одиннадцатого Доктора получилась вполне убедительной, с другой стороны он подвергся критике будучи общим и «в характере Тома Бейкера». Эми Понд была описана как «хорошо реализованная и самобытная» и вместе с тем «довольно неузнаваемая» и «недостоверная».